# Bogeviken
Der See Bogeviken ist der viertgrößte See auf der schwedischen Insel Gotland.  
Der Name lässt noch erkennen, dass es sich um eine ehemalige Bucht handelt. Zur Wikingerzeit bestand eine schiffbare Verbindung zum Meer, Bogeviken wurde von den Wikingern als Hafen genutzt. Man hat mit den Horten von Spillings einen Silberschatz aus dieser Zeit gefunden, der Münzen aus verschiedenen Teilen Europas und Vorderasiens enthält.

## Lage
Bogeviken liegt im Nordosten Gotlands, 30 km nordöstlich von Visby und direkt westlich von Slite und östlich der Kirche von Boge.  

## Heutige Verbindung zum Meer
Eine Verbindung zum Meer besteht über sieben Wasserläufe (schwedisch Sju strömmar), die unter der Straße 147 von Visby nach Slite hindurchführen. Mindestens einer davon ist vermutlich auf natürlichem Wege entstanden, jedoch geht man davon aus, dass einige davon künstlich angelegt worden sind, zuletzt um 1500.
Westlich der Straße führt ein Damm mit mehreren Durchlässen, der einmal die Bahnstrecke Slite–Roma trug, durch den See.
Da durch diese Verbindungen nicht nur Wasser abfließt, sondern in gewissem Umfang auch Meerwasser in den See eindringen kann, hat dieser Brackwasser.